# Ангара
Ангара (рус. Ангара) је река у Русији  која протиче кроз Сибир. Дугачка је 1.779 km. То је једина река која истиче из Бајкалског језера (у близини града Листовјанка). Површина слива је 1.039.000 km². Ангара протиче недалеко од градова Иркутск и Братск и улива се у Јенисеј код Јенисејска. Ангара је пловна између Иркутска и Братска. У близини Братска, на Ангари се налази једна од највећих хидроелектрана на свету (Хидроелектрана Братск, инсталисане снаге 4.515 MW).
Излива се из Бајкалског језера и главна је притока Јенисеја. Дугачка је 1,849 km (1,149 mi) и има слив од 1.039.000 km2 (401.000 sq mi). Раније је била позната као Доња или Нижња Ангара (за разлику од Горње Ангаре). Испод свог споја са Илимом, раније је била позната као Горња Тунгуска (рус. Верхняя Тунгуска, што је разликује од Доње Тунгуске) и, са обрнутим називима, као Нижа Тунгуска.

## Курс
Напуштајући Бајкалско језеро у близини насеља Листвјанка, Ангара тече на север поред градова Иркутске области Иркутск, Ангарск, Братск и Уст-Иљимск. Затим прелази кроз Ангарски ланац и скреће на запад, улазећи у Краснојарски крај и спајајући се са Јенисејем код Стрелке, 40 km (25 mi)  југоисточно од Лесосибирска.

### Бране и резервоари
Четири бране великих хидроелектрана - изграђене од 1950-их - експлоатишу воде Ангаре:
- Иркутска брана, формира Иркутско акумулацију, која плави долину реке од њеног извора до Иркутска, и благо подиже ниво воде у Бајкалском језеру[9][10][11]
- Братска брана, формирајући Братски резервоар[12][13]
- Уст-Илимска брана, у Уст-Илимск, формирајући Уст-Илимск резервоар[11][14][15][16]
- Богучанска брана, код Кодинска[17][18]

Акумулације ових брана поплавиле су бројна села дуж Ангаре и њених притока (укључујући историјско утврђење Илимск на Илиму), као и бројне пољопривредне површине у долини реке. Због утицаја на начин живота руралних становника долине Ангара, градњу бране критиковали су бројни совјетски интелектуалци, а посебно иркутски писац Валентин Распутин – како у свом роману Збогом Матјори (1976), тако и у својој књизи која није фикција с наловом Сибир, Сибир (1991).

## Навигација
Ангара је пловна модерним чамцима на неколико изолованих деоница:
- од Бајкалског језера до Иркутска
- од Иркутска до Братска
- на Уст-Илимском резервоару
- од Богучанске бране (Кодинск) до пада реке у Јенисеј.

Деоница између бране Уст-Илимск и бране Богучани није пловна због брзака. Међутим, завршетком бране Богучани и пуњењем њеног резервоара, бар део ове деонице реке постаће и плован. Ипак, то неће омогућити пловидбу од Бајкалског језера до Јенисеја, јер ниједна од три постојеће бране није опремљена ни бродском преводницом, ни лифтом за чамце, нити ће то бити случај са Богучанском браном.
Упркос непостојању непрекидног пловног пута, Ангара и њена притока Илим биле су од великог значаја за руску колонизацију Сибира од око 1630. године, када су оне (и неопходне преводнице) формирали важне водене путеве који су повезивали Јенисеј са Бајкалским језером и Леном. Река је изгубила свој саобраћајни значај након изградње копнене руте између Краснојарска и Иркутска, а касније и Транссибирске железнице.

## Притоке
Највеће притоке Ангара су, од извора до ушћа:
- Иркут (лево)[28]
- Китој (лево)
- Белаја (лево)
- Ока (лево)
- Ија (лево)
- Илим (десно)
- Кова (лево)
- Кода (десно)
- Чадобетс (десно)
- Мура (лево)
- Иркенејева (десно)
- Тасејева (лево)